# 朱載壐 (鄭王)
鄭敬王朱載壐（1570年8月14日—1640年5月30日），是追封鄭顺王朱厚煒嫡第一子，盟津恭懿王朱見濍嫡曾孫，鄭簡王朱祁鍈庶玄孫，明朝第六代鄭王。
朱見濍先前获罪被废，虽然死后被追复王爵加谥号，但其子孙仍皆為庶人。朱載壐於隆庆四年七月十三日（1570年8月14日）出生，母妃赵氏。
萬曆三十四年（1606年），鄭恭王朱厚烷長子端清世子朱載堉執意不襲封鄭王，指朱見濍已经得到平反，朱見濍家族才是郑王家族应该袭封的长房。朱載壐因此襲封鄭王。崇祯十三年四月初十日（1640年5月30日）他過世，諡號敬，後來由因長子世子朱翊鐘以罪賜死，所以由其次子朱翊鐸嗣位。女一邘邰郡主。